# Strażnica WOP Przyrzecze
Strażnica Wojsk Ochrony Pogranicza Busch Flf./Przyrzecze/Odra – nieistniejący obecnie podstawowy pododdział Wojsk Ochrony Pogranicza pełniący służbę graniczną na granicy z Niemiecką Republiką Demokratyczną.

## Formowanie i zmiany organizacyjne
Strażnica została sformowana w 1945 w strukturze 8 komendy odcinka Cybinka jako 39 strażnica WOP (Busch Flf.). Kierownictwo strażnicy stanowili: komendant strażnicy, zastępca komendanta do spraw polityczno-wychowawczych i zastępca do spraw zwiadu. Strażnica składała się z dwóch drużyn strzeleckich, drużyny fizylierów, drużyny łączności i gospodarczej. Etat przewidywał także instruktora do tresury psów służbowych oraz instruktora sanitarnego.
Rozkazem Naczelnego Dowództwa Wojska Polskiego nr 077/Org. z 13 lutego 1947 rozformowano 8 komendę odcinka Cybinka, a 39 strażnica WOP Przyrzecze kat. IV z siedzibą przy ul. Odrzańska 8 weszła w struktury 9 komendy odcinka Słubice. W związku z reorganizacją oddziałów WOP, 24 kwietnia 1948 strażnica została włączona w struktury 34 batalionu Ochrony Pogranicza (W 1950 dowódca batalionu proponował przeniesienie strażnicy z Przyrzecza do folwarku), a 1 stycznia 1951 93 batalionu WOP.
Od 15 marca 1954 wprowadzono nową numerację strażnic, a strażnica WOP Przyrzecze III kategorii otrzymała nr 41 w skali kraju.
W 1956 rozpoczęto numerowanie strażnic na poziomie brygady. Strażnica WOP Przyrzecze II kategorii była 14. w 9 Brygadzie Wojsk Ochrony Pogranicza. 
1 stycznia 1960 występowała już jako 8 strażnica WOP IV kategorii Odra w strukturach 93 batalionu WOP, a 1 stycznia 1964 jako 7 strażnica WOP lądowa IV kategorii Odra ww. batalionu. W marcu 1968 będąca w strukturach batalionu rzecznego WOP Słubice, była jako strażnica WOP rzeczna nr 7 Odra.
W 1975 strażnica WOP Odra była strażnicą ćwiczebną.

## Ochrona granicy
W 1960 8 strażnica WOP Odra IV kategorii ochraniała odcinek granicy państwowej o długości 8 500 m:
- Od znaku granicznego nr 447 do znaku gran. nr 458.

### Strażnice sąsiednie
- 38 strażnica WOP Grzmiąca ⇔ 40 strażnica WOP Urad – 1946
- 36 strażnica WOP Rabczyn kat. II ⇔ 40 strażnica WOP Urad kat. IV – 1948
- 13 strażnica WOP Rąpice ⇔ 15 strażnica WOP Urad – 1957
- 9 strażnica WOP II kategorii Rąpice ⇔ 7 strażnica WOP III kategorii Urad – 01.01.1960
- 8 strażnica WOP lądowa II kategorii Rąpice ⇔ 6 strażnica WOP lądowa III kategorii Urad – 01.01.1964
- strażnica WOP rzeczna nr 8 Rąpice ⇔ strażnica WOP rzeczna nr 6 Urad – 03.1968.

## Dowódcy strażnicy
- ppor. Ignacy Zyta (od 1945)
- ppor. Wojciech Mróz (do 1947)[c]
- por. Jan Zawadzki (był w 1948)
- nn
- chor. Tadeusz Wałch (był w 1950–1951)
- por. Stanisław Milcz (1951–1952)
- chor. Władysław Fabiszewski (1952–1952)
- por. Protazy Czech (1952–1965)
- kpt. Wojciech Materka[8][9] (od 1965)
- kpt. Witold Dąbrowski (do 05.10.1972).

Wykaz dowódców strażnicy poniżej podano za Józef Ostrowski: Lubuska Brygada Wojsk Ochrony Pogranicza 1945–1989. Ludzie – wydarzenia. s. 4.
- ppor. Ignacy Zyta
- ppor. Teodor Papis
- ppor. Mróz
- por. Jan Zawadzki.